# Ла Игера (Боливија)
Ла Игера (шп. La Higuera) је насељено место (село) у Боливији, у провинцији Ваљегранде, у департману Санта Круз.

## Географија
Село се налази на око 150 км југозападно од Санта Kруз де ла Сијере и 15 југозападно од Пукаре. Ла Игера лежи на надморској висини од 1950 м. Њено становништво (према попису из 2001. године) броји 119 људи, углавном староседелачки народ Гварани.

## Историја
Дана 8. октобра 1967. године, аргентинског марксистичког револуционара Че Гевару ухватила је боливијска војска уз помоћ ЦИА-е у близини Ла Игере, завршавајући његову кампању за стварање континенталне револуције у Јужној Америци. Че Гевара је држан у школској просторији, где је сутрадан убијен. Потом је тело донето у Ваљегранде, где је постављено на изложбу и потом тајно сахрањено под авионском пистом.

### Че туризам
Споменик Чеу и спомен-комплекс у бившој школској просторији главна су туристичка атракција овог подручја. Ла Игера је стајалиште на "Рути Че Геваре" која је свечано отворена 2004.